# Tršnice
Tršnice (deutsch Tirschnitz) ist ein Ortsteil der Stadt Cheb in Tschechien. Er liegt vier Kilometer nördlich von Cheb bzw. drei Kilometer südöstlich von Františkovy Lázně und gehört zum Okres Cheb.

## Geographie

### Geographische Lage
Tršnice befindet sich im Egerbecken linksseitig der Eger am Slatinný potok (Schladabach) vor dessen Einmündung in den Fluss. Der nordöstlich zwischen Tršnice und Doubí gelegene Bahnhof Tršnice ist ein Eisenbahnknotenpunkt. Südwestlich liegt der Komorní hůrka (Kammerbühl, 503 m).

### Nachbargemeinden
Nachbarorte sind Horní Ves und Třebeň im Norden, Doubí und Chocovice im Nordosten, Vokov im Osten, Jindřichov im Südosten, Jedlový Mlýn, Hradiště und Dolnice im Süden, Střížov im Südwesten, Dlouhé Mosty im Westen sowie Františkovy Lázně im Nordwesten.

## Geschichte

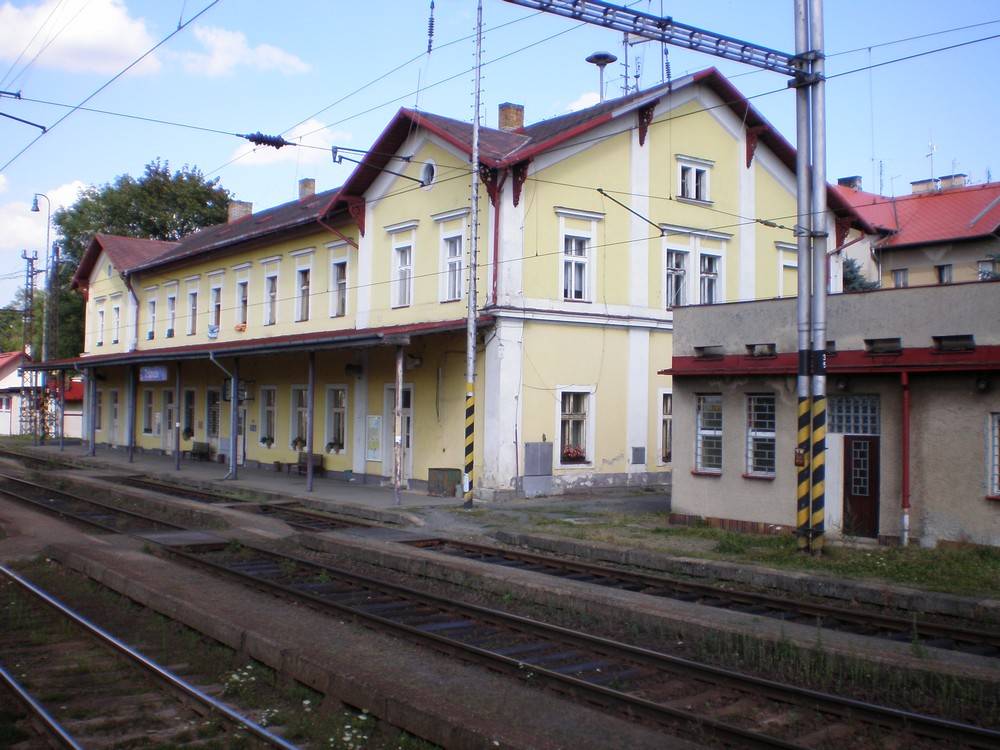
Bahnhof Tršnice

Der Ort entstand im Zuge der Kolonisation des Egerlandes durch das Kloster Waldsassen und war als „Törsnice“ der Kaiserburg der Staufer in Eger erbuntertänig mit besonderen Privilegien als Burgmeierleute, die als Gegenleistung auf dem Turm der Burg in Eger Wachdienste leisten mussten. Die erste schriftliche Erwähnung eines Besitzer des Dorfes stammt aus dem Jahre 1350, als Albrecht Notthafft von Thierstein das Reichslehen Törsnitz kaufte. Der Ortsname veränderte sich in den Schreibformen durch die Jahrhundert, blieb aber im Sprachklang erhalten. 1374 Dorsnycz, 1380 Torschnicz, 1714 bis 1726 Dirschnitz, 1847 bis 1945 Tirschnitz. 
Nach der Aufhebung der Grundherrschaften und der Bauernbefreiung bildete Tirschnitz/Tršnice ab 1850 einen Ortsteil der Gemeinde Trebendorf im Gerichtsbezirk Eger bzw. Bezirk Eger. 1870 erhielt der Ort durch die von der Buschtěhrader Eisenbahngesellschaft (BEB) errichtete Bahnstrecke Karlsbad–Eger einen Eisenbahnanschluss. Im Jahre darauf war auch die Verbindungsbahn von Tirschnitz nach Franzensbad fertiggestellt. Seite 1877 erhielten die Kinder des Ortes einen Schulunterricht in einem eigenen Gebäude. Das Dorf Tirschnitz hatte 1900 257 Einwohner und bestand aus 24 Häusern. Im Jahre 1900 nahm die Lokalbahn Tirschnitz–Wildstein–Schönbach den Betrieb auf, und der Zuzug von Bahnbediensteten verbesserte die Einkommenssituation des Ortes. Tirschnitz gehörte zur Pfarrei Sankt Niklas in Eger. 1910 entstand die Gemeinde Tirschnitz mit den Ortsteilen Aag (Doubí), Honnersdorf (Jindřichov) und Langenbruck (Dlouhé Mosty). 1930 hatte Tirschnitz 633 Einwohner und gehörte bis 1918 zur Monarchie Österreich-Ungarn, anschließend bis 1938 zur Tschechoslowakei.
Nach dem Münchner Abkommen 1938 wurde Tirschnitz von Truppen des Deutschen Reiches besetzt und gehörte bis 1945 zum Landkreis Eger im Reichsgau Sudetenland.  1939 lebten in der Gemeinde 464 Menschen. Nach Kriegsende des Zweiten Weltkriegs 1945 kam Tršnice zur Tschechoslowakei zurück und die Deutschböhmen wurden im Zuge der Vertreibung der Deutschen aus der Tschechoslowakei enteignet und zum Verlassen des Ortes gezwungen. 
Am 1. Januar 1976 erfolgte die Eingemeindung nach Cheb. 1991 hatte der Ort 103 Einwohner und bestand 2001 aus 19 Wohnhäusern, in denen 139 Menschen lebten.